# Linn Township (Audrain County, Missouri)
Die Linn Township ist eine von acht Townships im Audrain County im mittleren Nordosten des US-amerikanischen Bundesstaates Missouri. Das U.S. Census Bureau hat bei der Volkszählung 2020 eine Einwohnerzahl von 586 ermittelt.

## Geografie
Die Linn Township liegt rund 70 km westlich des Mississippi, der die Grenze zu Illinois bildet.
Die Linn Township liegt auf 39° 12′ N, 91° 43′ W und erstreckt sich über 196,26 km², die sich auf 195,54 km² Land- und 0,72 km² Wasserfläche verteilen.
Die Linn Township liegt im westlichen Zentrum des Audrain County und grenzt südöstlich an das Montgomery County. Innerhalb des Audrain County grenzt die Linn Township im Süden an die Loutre Township, im Westen an die South Fork Township, im Norden an die Prairie Township sowie im Nordosten und Osten an die Cuivre Township.

## Verkehr
In der Linn Township treffen der U.S. Highway 54 und die Missouri State Route 19 zusammen. Bei allen weiteren Straßen innerhalb der Township handelt es sich um untergeordnete und zum Teil unbefestigte Fahrwege.
Durch den Westen und Nordwesten der Township verläuft eine Eisenbahnlinie der Kansas City Southern, die von Springfield in Illinois nach Kansas City führt.
Mit dem Mexico Memorial Airport befindet sich direkt am südwestlichen Rand der Linn Township ein kleiner Flugplatz. Der nächstgelegene größere Flughafen ist der rund 150 km südöstlich gelegene Lambert-Saint Louis International Airport.

## Demografische Daten
Nach der Volkszählung im Jahr 2010 lebten in der Linn Township 615 Menschen in 244 Haushalten. Die Bevölkerungsdichte betrug 3,1 Einwohner pro Quadratkilometer. In den 244 Haushalten lebten statistisch je 2,52 Personen.
Ethnisch betrachtet setzte sich die Bevölkerung zusammen aus 97,1 Prozent Weißen sowie 1,1 Prozent Afroamerikanern; 1,8 Prozent stammten von zwei oder mehr Ethnien ab. Unabhängig von der ethnischen Zugehörigkeit waren 1,0 Prozent der Bevölkerung spanischer oder lateinamerikanischer Abstammung.
27,3 Prozent der Bevölkerung waren unter 18 Jahre alt, 56,0 Prozent waren zwischen 18 und 64 und 16,7 Prozent waren 65 Jahre oder älter. 45,7 Prozent der Bevölkerung war weiblich.
Das mittlere jährliche Einkommen eines Haushalts lag bei 41.759 USD. Das Pro-Kopf-Einkommen betrug 17.614 USD. 1,1 Prozent der Einwohner lebten unterhalb der Armutsgrenze.

## Ortschaften
Die Bevölkerung der Linn Township lebt neben Streubesiedlung in folgenden Siedlungen:
City
- Laddonia1

Village
- Rush Hill

Unincorporated Community
- Scotts Corner

1 – überwiegend in der Prairie Township